# 1926年のスポーツ

## できごと
- 3月24日 - 日本初の女子体育専門学校・日本女子体育専門学校（現・日本女子体育大学）が文部省から認可される[1]。
- 東京・京都・九州・東北の四帝大で帝大柔道会を結成（全国高専柔道大会の主催者となる）。
- 慶應義塾新田運動場開設。
  - 6月8日 - 蹴球部と競走部による運動場開きを挙行。
  - 8月28日 - 慶大野球部とフィリピン野球団による球場開き試合を開催。

## 総合競技大会
- 第2回国際女子競技大会（スウェーデン・イェーテボリ・8月27日～29日）

- 第3回明治神宮体育大会（夏季 - 10月1日～3日、秋季 - 10月28日～11月4日）

## アメリカンフットボール
- NFL優勝:フランクフォード・イエロー・ジャケッツ

## 大相撲
摂政宮杯（現在の天皇賜杯）が完成し、春場所から幕内最高優勝者に授与されることになった。
翌年の大坂相撲との合併を控え、東西連盟大相撲が3月12日から大阪扇町公園で、10月8日から天王寺で行われ、大阪力士の実力判定の材料とされた。また、10月には最高優勝者（常ノ花）に賜杯が授与された。
幕内最高優勝
- 春（1月14日初日）:西横綱 常ノ花寛市（11戦全勝）
- 夏（5月13日初日）:西前頭8枚目 大蛇山酉之助（10勝1敗）

優勝旗手
- 春:西前頭2枚目 常陸岩英太郎（10勝1敗）
- 夏:西前頭8枚目 大蛇山酉之助（10勝1敗）

## ゴルフ

### 世界4大大会（男子）
- 全米オープン優勝者：ボビー・ジョーンズ（アメリカ）
- 全英オープン優勝者：ボビー・ジョーンズ（アメリカ）

［全米プロゴルフ優勝者：ウォルター・ヘーゲン（アメリカ）］

## 自転車競技

### ロードレース
- 第14回ジロ・デ・イタリア
総合優勝：ジョバンニ・ブルネーロ（イタリア）
- 第20回ツール・ド・フランス
総合優勝：ルシアン・ビュイス（ベルギー）

## テニス

### グランドスラム
- 全豪選手権　男子単優勝：ジョン・ホークス（オーストラリア）、女子単優勝：ダフネ・アクハースト（オーストラリア）
- 全仏選手権　男子単優勝：アンリ・コシェ（フランス）、女子単優勝：スザンヌ・ランラン（フランス）
- ウィンブルドン　男子単優勝：ジャン・ボロトラ（フランス）、女子単優勝：キティ・ゴッドフリー（アメリカ）
- 全米選手権　男子単優勝：ルネ・ラコステ（フランス）、女子単優勝：モーラ・マロリー（ノルウェー）

フランステニス界の黄金時代。男子は「四銃士」が世界を席巻する。スザンヌ・ランランが世界初の「プロテニス選手」になった。

## 野球

### 日本

明治神宮外苑野球場奉献式
（1926年10月23日）

#### 東京六大学野球
- 春 - 慶大が8勝3敗で優勝。
- 秋 - 早大が10勝2敗2分で優勝。
  - 10月23日 - 明治神宮外苑野球場完成、奉献式に摂政宮（のちの昭和天皇）台臨。東京六大学の優勝校に摂政杯が下賜される。

#### 高専野球
- 第3回全国高等専門学校野球大会決勝（京大農学部球場・7月31日）
  - 優勝：第五高校　準優勝：明大予科

#### 中等野球
- 第3回選抜中等学校野球大会決勝（阪神甲子園球場・4月5日）
広陵中学（広島県） 7-0 松本商業（長野県）
- 第12回全国中等学校優勝野球大会決勝（阪神甲子園球場・8月20日）
静岡中学（静岡県） 2-1 大連商業（満州）

### アメリカ大リーグ
- ワールドシリーズ
セントルイス・カージナルス（ナ・リーグ） （4勝3敗） ニューヨーク・ヤンキース（ア・リーグ）

## 誕生
- 1月1日 - 杉山悟（愛知県、野球、+2009年）
- 1月1日 - 鳴門海一行（兵庫県、相撲）
- 1月2日 - 醍醐敏郎（千葉県、柔道）
- 1月7日 - 須本憲一（徳島県、野球）
- 2月4日 - グロシチ・ジュラ（ハンガリー、サッカー）
- 2月11日 - 加茂幸子（東京都、テニス、+2003年）
- 2月20日 - ロバート・リチャーズ（アメリカ、陸上競技）
- 2月26日 - バーン・ガニア（アメリカ、プロレス）
- 3月1日 - ピート・ロゼール（アメリカ、アメリカンフットボール、+1996年）
- 3月1日 - 若宮誠一（香川県、野球）
- 3月4日 - パスカル・ペレス（アルゼンチン、ボクシング、+1977年）
- 3月6日 - アン・カーチス（アメリカ、水泳）
- 4月2日 - ジャック・ブラバム（オーストラリア、レーシングドライバー）
- 4月21日 - 山崎善平（東京都、野球、+2005年）
- 5月25日 - ビル・シャーマン（アメリカ、バスケットボール）
- 6月2日 - 千代の山雅信（北海道、相撲、+1977年）
- 6月13日 - 浜口喜博（香川県、水泳）
- 6月14日 - ドン・ニューカム（アメリカ、野球）
- 6月18日 - スベーレ・ステネルセン（ノルウェー、ノルディックスキー、+2005年）
- 6月19日 - 大内山平吉（茨城県、相撲、+1985年）
- 6月24日 - 与那嶺要（アメリカ、野球）
- 7月4日 - アルフレッド・ディステファノ（アルゼンチン、サッカー）
- 7月24日 - ハンス・ギュンター・ヴィンクラー（ドイツ、馬術）
- 9月20日 - 石井庄八（東京都、レスリング、+1980年）
- 9月30日 - 吉本宗康（兵庫県、野球）
- 10月21日 - ホワイティ・フォード（アメリカ、野球）
- 11月4日 - 武智文雄（岐阜県、野球）
- 11月16日 - 荒巻淳（大分県、野球、+1971年）
- 11月20日 - 根本陸夫（茨城県、野球、+1999年）
- 12月22日 - アルシデス・ギジャ（ウルグアイ、サッカー）

## 死去
- 3月19日 - ビル・ハッチソン（アメリカ、野球、*1859年）
- 12月16日 - ウィリアム・ラーンド（アメリカ、テニス、*1872年）